# Hérôon de Pandion

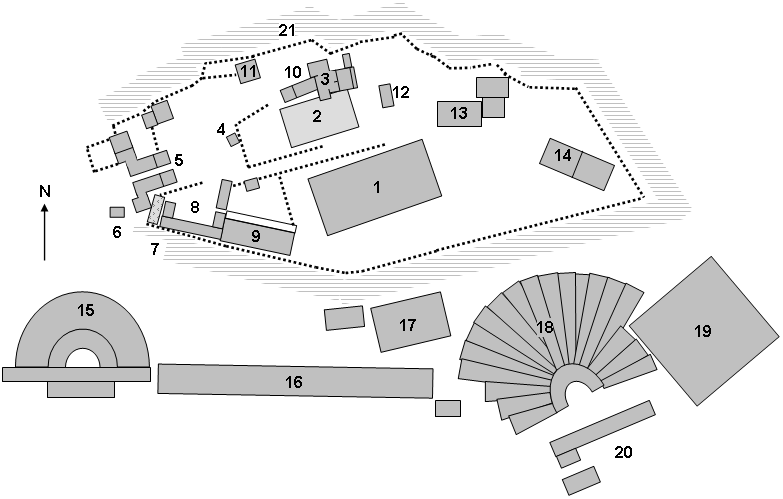
Plan du site de l'Acropole d'Athènes. L'Hérôon de Pandion est le n° 14.

L’hérôon de Pandion ou sanctuaire de Pandion est un édifice dédié au roi et héros athénien Pandion. Il était situé sur la pointe la plus à l'est de l'acropole d'Athènes, à l'emplacement actuel de l'ancien musée de l'Acropole d'Athènes.
Ses fondations ont été découvertes lors des fouilles menées pour la construction de l'ancien musée de l'Acropole (1865-1874).

## Description
Le sanctuaire est situé à 25 m à l'est du Parthénon. Initialement, l'espace qu'il occupait était caractérisé comme un atelier, mais selon des recherches récentes, il est plus probable qu'il soit identifié avec l'important sanctuaire du héros mythique et roi d'Athènes Pandion, fils d'Érichthonios ou Cécrops, que les archéologues avaient auparavant placé dans le nord-est des Propylées. [1]
Ce bâtiment rectangulaire en plein air de 40 m sur 17 m, datant de la fin du Ve siècle, était divisé en deux parties presque égales par un mur. Il était orienté à l'ouest-nord-ouest et on y accédait par un portique en saillie du côté ouest. [2]
Le nom du monument provient d'une hypothèse selon laquelle il s'agissait de l'emplacement de l'hérôon (sanctuaire d'un héros) de Pandion, — héros éponyme de la tribu attique supposée être l'un des deux rois légendaires d'Athènes (Pandion I ou Pandion II), — qui était connu pour être situé quelque part sur l'Acropole. [2,3,4]
C'est en ce lieu, selon la tradition, que les membres de la tribu des Pandionides se réunissaient pour célébrer les Pandia (de) (grec ancien : τὰ Πάνδια), fêtes politiques dédiées à Zeus, qui accompagnaient les célébrations des Grandes Dionysies pendant le mois d'élaphébolion (Έλαφηϐολιών, le « mois de la chasse au cerf », mi-mars - mi-avril). Peu à peu, l'importance de cette fête s'est estompée, ce qui a pu contribuer à l'abandon du site. [1]